# Slaget i Massacre Canyon
|  | Flytteforslag Denne side er foreslået flyttet til Slaget ved Massacre Canyon. Klik her for at se flytteforslaget. |

Massacre Canyon kampen er lakotaernes angreb på et stort jagthold pawnees i det sydligste Nebraska om morgenen den 5. august 1873. Massakren er måske den største på en pawnee-lejr i 1800-tallet og benævnes ”jægerne, der blev massakreret” af pawnee-stammen selv. Kampen regnes for at være det sidste store slag mellem to stridende indianerstammer i U.S.A.

## Baggrunden
De indfødte amerikanere i pawnee- og lakota-stammen var gamle fjender,:98-142  :53  da mindst 350 pawnees ud af cirka 2.400 forlod deres reservat i Nebraska den 3. juli 1873. De drog af sted med skindly og pakheste for at gennemføre stammens årlige sommerjagt på prærien.:231  Stammen havde en traktatsikret ret fra 1833 til at jage i deres gamle, men nu afståede områder til U.S.A.:154  John W. Williamson fulgtes med det store jagthold som reservatets under-agent eller rute-agent. Som U.S.A.’s repræsentant skulle han føre opsyn med jagtholdet og forebygge eller løse konflikter opstået med hvide nybyggere eller andre undervejs.:231  Den 21 årige Lester Beach Platt, der var på familiebesøg i Nebraska, fik tilladelse til at slutte sig til sommerjagten af indianeragent William Burgess.:381 
Efter en vellykket jagt i det nordvestlige Kansas var pawnee-familierne på vej tilbage til reservatet, da de den 4. august slog lejr 10 km fra byen Trenton ved Republican River i Nebraska.:231  Hvide bisonjægere advarede dem om, at der var mange lakotaer i lejre nordvestpå. Høvding Sky Chief fejede advarslen til side.:234  Næste morgen fortsatte familierne uden at have spejdere ude at kigge efter andet end bisoner at jage.:235  :351 
Talstærke jagthold lakotaer, både cut-off oglalaer og bruleer, befandt sig også på prærien. De lå i lejre højt oppe ad Frenchman Fork, et nordligt tilløb til Republican River.:232  De havde en traktatsikret ret til at jage i områder flere hundrede km syd for Det store sioux reservat, oprettet i 1868.:1002  Den 3. august hørte de om pawnee-indianerne ved Republican River omtrent 60 km borte.:150  Krigerne organiserede sig straks og red af sted for at forberede et angreb.:53 
Lakotaernes jagthold var også ledsaget af rute-agenter.:232  Disse burde have gjort alt for at stoppe krigerne: At angribe folk, både nybyggere og nabostammer, ville være et brud på 1868-traktaten fra lakotaernes side.:998  Adspurgt af oglala-høvding Little Wound svarede underagent Antoine Janis, hvis mor var lakotaen Red Cormorant Woman,:122  at han ikke havde ordre om at forhindre et angreb.:233  Siden forklarede han, at han lige så godt kunne have prøvet at stoppe en lavine som at holde krigerne tilbage.:80 

## Kampen
Flere hundrede lakotaer angreb pawnee-familierne, da disse i spredte grupper begav sin ind i en lille floddal om morgenen den 5. august. Sky Chief red med sin lille søn på hesten, da angrebet startede. Han trak sin kniv og tog selv sønnens liv, da han forstod, hvordan kampen ville ende i en massakre. Selv blev han dræbt kæmpende efter at have ansporet mændene til at stå imod og forsvare stammen.:353 
En tidligere spejder for hæren, høvding Ruling His Son, klarede sig gennem dagen, men en kone og et af hans børn blev dræbt.:236 
Den unge pawnee Robert Taylor huskede, at krigerne rådede stammens non-kombatanter til at flygte og søge dækning, hvor de fandt tæt krat. En hest uden rytter kom imidlertid løbende ned mod han, og med et desperat spring fik han foden i den ene stigbøjle og kom helt op på hesten. Uden den at ride væk på regnede han med at være blevet dræbt.:348 
En yngre pawnee fandt dækning i en slags lille hule i floddalens høje skrænter. Uset af lakotaerne dræbte han flere angribere fra sit skjul. Da lakotaerne opdagede ham, opfordrede en høvding ham til at overgive sig. Høvdingen havde kort tid før mistet en søn, og pawneen lignede den bortgangne så meget,:348  at han ville adoptere ham som erstatning for sit eget barn. Pawneen nægtede at overgive sig til stammens arvefjender. Høvdingen bad lakotaerne om at lede efter fjender andre steder i dalen; men hver gang de vendte omkring, løb pawneen frem og sendte pile efter dem. Høvdingen forlod pladsen alene. Da pawneen til sidst ikke kunne holde sin bue mere, såret i armen, greb lakotaerne ham. Høvdingen kom tilbage blot for at se krigerne lemlæste deres overvundne modstander. Høvdingen forlangte, at den unge pawnees afskårne ben fik leggings på, og at resten af liget blev iført klæder. De begravede ham på en bakketop i nærheden.:349 
Old Lady Washington (ca. 29 år gammel i 1873 og da kaldt White Star) fik en kugle i ryggen, der forinden dræbte hendes baby, som hun bar der. Hun magtede ikke umiddelbart at skille sig af med barnet, skønt hun vidste, det var dødt.:349  Lakotaerne tog hende til fange. Hun var mere end forbavset, da en kriger først plejede hendes sår, og hun siden blev godt behandlet af et gammelt ægtepar i lakota lejren.:351 
En omkring 10 årig pawnee dreng med en pistol fyrede den af så tæt på lakotaen Fool Bulls ansigt, at mundings-ilden svækkede dennes syn i flere måneder.:356 
En bereden pawnee formåede at ride midt ind blandt lakotaerne igen og igen og slå dem af hesten med sin tomahavk uden selv at blive ramt. Lakotaerne antog ham for at være en stor medicinmand eller høvding.:356 
Klart i undertal flygtede pawnee-familierne snart ned gennem floddalen. Lakotaerne forfulgte dem hele vejen og skød mod dem oppe fra begge dalens sider.:237 
Mindst elleve kvinder og børn blev taget til fange og ført med til lakotaernes lejre.:358 .
John W. Williamson og Lester B. Platt’s roller under kampen er uklare, men begge slap uskadt gennem dagen.:406, note 7 

## Efter kampen
Ved et tilfælde var kaptajn Charles Meinhold i området med et kompagni soldater fra det tredje kavaleriregiment. Flere overlevende fandt vej til soldaterlejren op ad dagen og bad om hjælp og støtte til at sætte efter lakotaerne. Meinhold bad dem i stedet om at søge i sikkerhed tættere på byen Red Willow.:238 
Om eftermiddagen red hæren op gennem Massacre Canyon og talte tretten dræbte mænd og halvtreds dræbte kvinder og børn.:239  De døde og deres ejendele lå spredt over en dalstrækning på mere end to kilometer.:91  Flere kvinder lå afklædt, hvilket pawneerne tolker som et tegn på, at de var blevet voldtaget.:91 
Kampens overlevende pawnees og rute-agent Williamson kom frem til Plum Creek Station ved Platte River i løbet af de næste dage. De sårede fik nødtørftig lægehjælp, og alle kørte så med tog til stationen Silver Creek, der lå tættest på pawnee-reservatet.:242  Her kom agenten frem til et endeligt tabstal på ti børn, tyve mænd og niogtredive kvinder, mens flere børn var savnet efter at være blevet taget til fange.:239 
Pawnee-stammen mener, at op mod 100 pawnees blev dræbt, idet nogle af kampens hårdt sårede døde efter ankomsten til reservatet.:91  Det var f.eks. tilfældet med manden Traveling Bear, der havde mistet sin nærmeste familie under selve massakren.:174  En ukendt pawnee kvinde døde nær Indianola, hvor hun som den allerførste i Red Willow County fik et gravsted. Bysbørnene indhegnede og passede det de næste 100 år, til det blev flyttet til byparken under deltagelse af flere pawnees og en mindesten rejst.:139 
Lakotaen Luther Standing Bear var med som dreng i en af lakota-lejrene. Han har fortalt, hvordan synet af de hjemvendte krigere med vundne skalpe bragte folk i feststemning. Hans far havde dræbt syv under kampen, men kom selv såret tilbage.:55  Lakotaerne lader til at have mistet syv mand i alt i forbindelse med angrebet.:240  Krigernes beretninger om kampen i Massacre Canyon gav Luther Standing Bear det indtryk, at de havde dræbt mellem 200 og 300 pawnees.:56  :41  Som voksen forsvarede han angrebet med, at pawnee-indianere var trængt ind på lakotaernes jagtmarker.:53 
Prærieområdet i Nebraska tilhørte imidlertid U.S.A., efter at pawnee-stammen havde afstået det i 1833. Amerikanerne kunne derfor give hvem som helst ret til at jage i området. U.S.A. tillod pawnee-, sac og fox-, delaware-, iowa- og shawnee-stammen samt flere andre indfødte folk, herunder lakotaerne, at jagte bisoner i store dele af både Nebraska og Kansas.:84 

## Nyheden om massakren spredes
Da nyheden om massakren nåede forskellige pawnees andre steder i Nebraska dage senere, havde de svært ved at tro på den; men forstod så, at den var sand, og brast i gråd.:150 
High Eagle og to venner var i Columbus, ca. 30 kilometer øst for reservatet, da nyheden nåede byen og dem. For at få sikker viden klatrede de op på taget af en togvogn og kørte tilbage mod reservatet, som de fandt i sorg. High Eagle erfarede siden, at han havde mistet alle sine fætre/kusiner under slaget (intet tal angiver hvor mange).:150 
Washington avisen Evening Star skrev om massakren den 20. august, mens læserne af The Chicago Daily Tribune fik en fyldig historie ti dage senere.

## Følgerne af kampen
Jagtholdet havde mistet mange heste, næsten alt dets udstyr og meget af udbyttet af sommerens bisonjagt under den kaotiske flugt ned gennem floddalen. Med hjemmel fra 1868-traktaten tildelte U.S.A. pawnee-stammen 9.000 dollars i kompensation, trukket i lakotaernes årsydelser fastlagt i den samme traktat.:139  Flere nysgerrige fra de nærliggende småbyer beså slagmarken i dagene efter kampen og sikrede sig nogle af de værdifulde skindbundter, de fandt liggende spredt i græsset.:393 
Med de amerikanske myndigheder som mellemled kom de fleste af lakotaernes fanger tilbage til deres eget folk.:81 
Efter lakotaernes massakre 300 km syd for Det store sioux-reservat stillede U.S.A. skarpt på et mål om definitiv at slutte indianernes indbyrdes kampe ved at prøve at holde dem i deres respektive reservater.:8  I forlængelse hermed kom pawnee-reservatet under beskyttelse af en lille styrke amerikanske soldater, hvilket dog ikke forhindrede lakotaernes snigangreb på enkeltpersoner.:277 